# 尼泊尔工会统合中心
尼泊尔工会统合中心是尼泊尔的一个工会联盟，由20个全国性工会联合会组成。该组织成立于2021年，分裂自尼泊尔共产党（联合马列）的下属工会组织尼泊尔工会总联合会。该组织在政治上与尼泊尔共产党（联合社会主义者）有联系。该组织的总部位于加德满都，有25418名成员，是国际工会联合会的成员。